# Xiphophasma missionum
Xiphophasma missionum är en insektsart som beskrevs av Rehn, J.A.G. 1913. Xiphophasma missionum ingår i släktet Xiphophasma och familjen Heteronemiidae. Inga underarter finns listade i Catalogue of Life.